# Oncopsis aureostria
Oncopsis aureostria är en insektsart som beskrevs av Hamilton 1983. Oncopsis aureostria ingår i släktet Oncopsis och familjen dvärgstritar. Inga underarter finns listade i Catalogue of Life.